# أعلام آبائنا (فلم)
أعلام آبائنا (بالإنجليزية: Flags of Our Fathers) هو فيلم حربي أمريكي إنتاج عام 2006، الفيلم من إخراج وإنتاج كلينت إيستوود ومن بطولة ريان فيليب، جيسي برادفورد، أدم بيتش، جون بنجامين هيكي، بول ووكر، جون سلاتري وباري بيبر.عرض الفيلم في 20 أكتوبر 2006.

## روابط خارجية
مقالات تستعمل روابط فنية بلا صلة مع ويكي بيانات